# (4756) Asaramas
(4756) Asaramas es un asteroide perteneciente al cinturón de asteroides descubierto el 21 de abril de 1950 por el equipo del Observatorio Astronómico de La Plata desde el observatorio homónimo de La Plata, Argentina.

## Designación y nombre
Asaramas fue designado al principio como 1950 HJ.
Posteriormente, en 1993, se nombró con las iniciales de la Asociación Argentina Amigos de la Astronomía.

## Características orbitales
Asaramas está situado a una distancia media de 3,02 ua del Sol, pudiendo acercarse hasta 2,828 ua y alejarse hasta 3,213 ua. Tiene una inclinación orbital de 9,2 grados y una excentricidad de 0,06374. Emplea 1917 días en completar una órbita alrededor del Sol.

## Características físicas
La magnitud absoluta de Asaramas es 12,1.